# サンタ・エリザベッタ
サンタ・エリザベッタ（イタリア語: Santa Elisabetta）は、イタリア共和国シチリア自治州アグリジェント県にある、人口約2,300人の基礎自治体（コムーネ）。

## 地理

### 位置・広がり

#### 隣接コムーネ
隣接するコムーネは以下の通り。
- アラゴーナ
- ヨッポロ・ジャンカークシオ
- ラッファダーリ
- サンタンジェロ・ムクサーロ